# João Paulo Fernandes (piłkarz)
João Paulo Moreira Fernandes (ur. 26 maja 1998 w Ribiera Grande) – kabowerdyjski piłkarz grający na pozycji środkowego pomocnika. Od 2021 jest zawodnikiem klubu CD Feirense.

## Kariera klubowa
Swoją piłkarską karierę João Paulo rozpoczął w klubie Sporting Praia. W sezonie 2017/2018 zadebiutował w nim w pierwszej lidze kabowerdyjskiej. W sezonie 2017/2018 zdobył z nim Puchar Republiki Zielonego Przylądka. W 2018 roku przeszedł do portugalskiego trzecioligowca, SC Maria da Fonte, w którym grał przez rok. W latach 2019–2021 był zawodnikiem innego trzecioligowego klubu, Leça FC.
Latem 2021 João Paulo został piłkarzem drugoligowego CD Feirense. Swój debiut w nim zaliczył 7 sierpnia 2021 w przegranym 1:2 domowym meczu ze Sportingiem Covilhã.
| Sezon   | Klub              | Kraj                          | Rozgrywki           | Mecze | Gole |
| ------- | ----------------- | ----------------------------- | ------------------- | ----- | ---- |
| 2017/18 | Sporting Praia    | Republika Zielonego Przylądka | Campeonato Nacional | ?     | ?    |
| 2018/19 | SC Maria da Fonte | Portugalia                    | Segunda Divisão     | 23    | 3    |
| 2019/20 | Leça FC           | Portugalia                    | Segunda Divisão     | 17    | 2    |
| 2020/21 | Leça FC           | Portugalia                    | Segunda Divisão     | 25    | 2    |

## Kariera reprezentacyjna
W reprezentacji Republiki Zielonego Przylądka João Paulo zadebiutował 8 czerwca 2021 w przegranym 0:2 towarzyskim meczu z Senegalem, rozegranym w Thiès. W 2022 roku został powołany do kadry na Puchar Narodów Afryki 2021. Na tym turnieju rozegrał jeden mecz, grupowy z Kamerunem (1:1).